# ميروسلاف بوغوسافاك
ميروسلاف بوغوسافاك (بالصربية: Miroslav Bogosavac)‏ (14 أكتوبر 1996 في صربيا - ) هو لاعب كرة قدم صربي في مركز الدفاع. شارك مع منتخب صربيا تحت 19 سنة لكرة القدم. أما مع النوادي، فقد لعب مع نادي بارتيزان وFK Teleoptik ‏.

## وصلات خارجية
- ميروسلاف بوغوسافاك على موقع الاتحاد الأوربي (الإنجليزية)
- ميروسلاف بوغوسافاك على موقع قاعدة بيانات كرة القدم.إي يو (الإنجليزية)
- ميروسلاف بوغوسافاك على موقع ناشيونال فوتبول تيمز (الإنجليزية)
- ميروسلاف بوغوسافاك على موقع Soccerway.com (الإنجليزية)
- ميروسلاف بوغوسافاك على موقع عالم كرة القدم.نت (الإنجليزية)
- ميروسلاف بوغوسافاك على موقع AS.com (الإسبانية)